# Sison, Pangasinan
Sison đô thị hạng 3 nằm ở cực bắc tỉnh Pangasinan, Philippines. Theo điều tra dân số năm 2007, đô thị này có dân số 42.791 người trong 8.015 hộ.
Đô thị này nằm ở ranh giới với tỉnh La Union và Benguet. Các đơn vị giáp ranh là: phía bắc giáp Rosario (La Union), Tuba (Benguet); phía nam là Pozorrubio; đông nam là San Manuel và Binalonan.
Cự ly 200 km so với Manila, 50 km về phía nam Thành phố San Fernando.

## Barangay

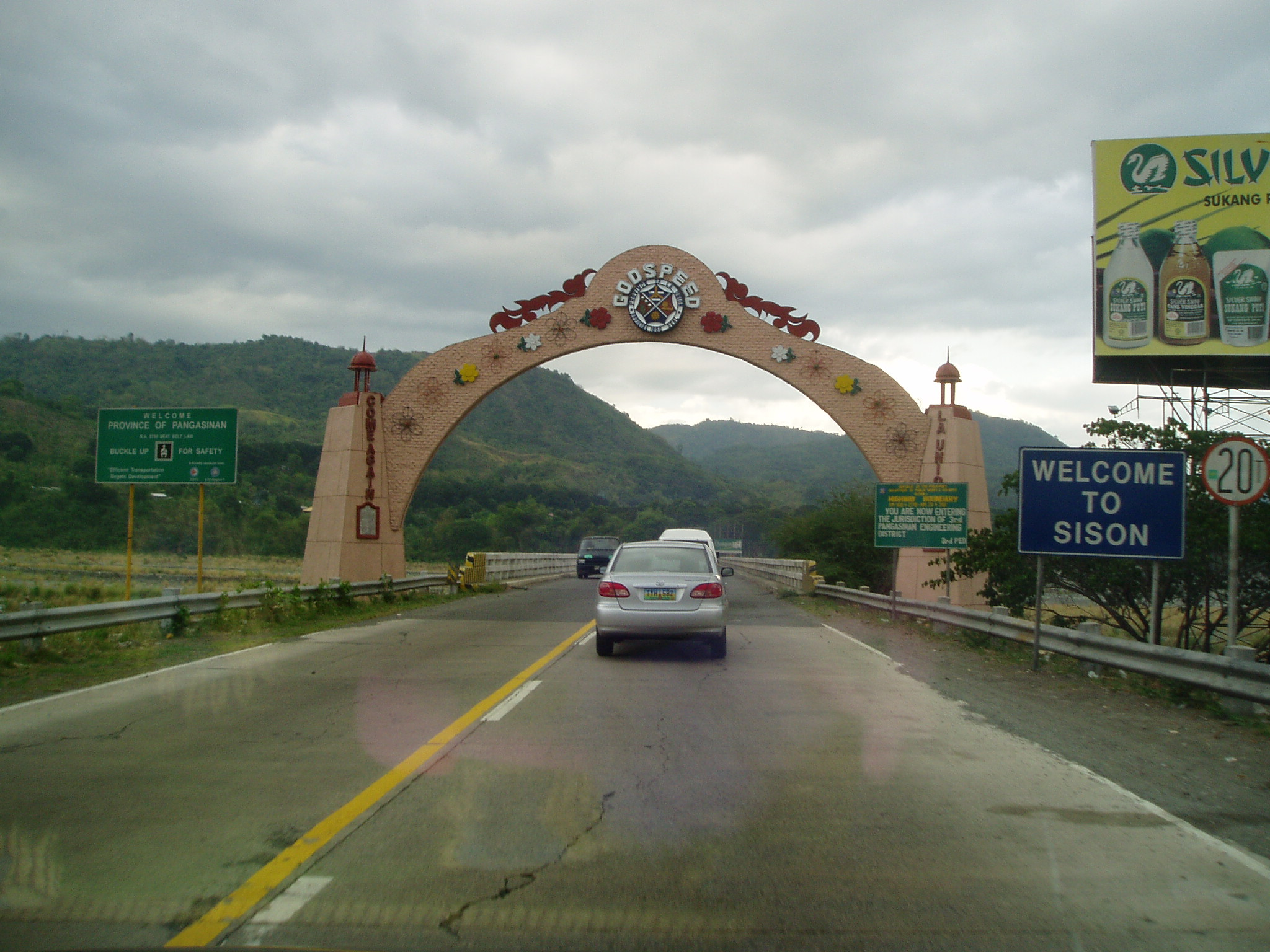
Ranh giới La Union-Pangasinan ở Sison.

Sison được chia thành 28 barangay.
| - Agat - Alibeng - Amagbagan - Artacho - Asan Norte - Asan Sur - Bantay Insik - Bila - Binmeckeg - Bulaoen East - Bulaoen West - Cabaritan - Calunetan - Camangaan | - Cauringan - Dungon - Esperanza - Killo - Labayug - Paldit - Pindangan - Pinmilapil - Poblacion Central - Poblacion Norte - Poblacion Sur - Sagunto - Inmalog - Tara-tara |